# Adcatomus ciudadus
Espèce
Adcatomus ciudadus est une espèce d'araignées aranéomorphes de la famille des Sparassidae.

## Distribution
Cette espèce se rencontre au Pérou et au Venezuela.

## Description
Le mâle décrit par Rheims en 2008 mesure 15,0 mm et la femelle 33,9 mm.

## Publication originale
- Karsch, 1880 : Arachnologische Blätter (Decas I). Zeitschrift für die gesammten Naturwissenschaften, vol. 53, p. 373-409.